# Street Fighter X Tekken
Pour le jeu vidéo développé sur un plan 3D par Namco, voir Tekken X Street Fighter.
Street Fighter X Tekken (ストリートファイター Ｘ 鉄拳, Sutorīto Faitā Kurosu Tekken) (prononcé cross) est un jeu vidéo de combat développé conjointement par Capcom et Dimps, puis édité par Capcom. Il s'agit du premier crossover réunissant les séries Street Fighter et Tekken. Le jeu a été annoncé au Comic Con 2010 à San Diego. Le jeu est sorti en 2012 sur PS3, Xbox 360, Windows et PS Vita.
Le moteur de jeu étant basé sur celui de Street Fighter IV, les personnages de Tekken sont modélisés en cel-shading tout comme les personnages de Street Fighter. Le système de jeu est en 2D.
Namco Bandai Games ne fait pas partie de l'équipe de développement. Cependant, la société développe de son côté Tekken X Street Fighter sur la base du jeu de combat Tekken 6. Le système de jeu sera en 3D et les graphismes se rapprocheront de Tekken 6.
À la suite des critiques des joueurs, une mise à jour gratuite intitulée Street Fighter X Tekken 2013 est sortie le 29 janvier 2013, et installe de nombreuses modifications à l'intérieur du jeu que Capcom a déterminé à la suite des avis et plaintes des joueurs.

## Développement
À la conférence de Capcom au Comic Con 2010, Yoshinori Ono, habillé pour l'occasion en kimono blanc, parle du futur en ce qui concerne Street Fighter. Soudain une personne l'interpelle dans le fond de la salle. Il s'agit du producteur de Tekken 6, Katsuhiro Harada. Toute la salle est stoïque, ne prenant pas conscience du but de cette apparition. Se suit une longue mise en scène bon enfant par les deux producteurs qui se termine par une confrontation dans une partie de jeu vidéo. Sans aucune annonce officielle, les spectateurs assistent au premier crossover mixant le monde de Tekken et le monde de Street Fighter.
Katsuhiro Harada (producteur de Tekken) et Yoshinori Ono (producteur de Street Fighter) déclarent laisser les ventes et les notes de journalistes départager les deux jeux le moment venu : « Nous voulons nous mettre au défi sur tous les aspects, ainsi que sur les ventes, et séduire les fans des deux séries ».

En effet, chacun des jeux sera développé en interne sans aucune intervention de la société voisine, histoire de voir qui fera la meilleure version de ce concept de crossover.
Durant le développement, des discussions avec Sony a lancé l'idée d'inclure un personnage en tant qu'invité. Le personnage de Cole est choisi et est développé sous sa première version provenant de inFamous car il semblait être adapté avec ses mouvements pour un jeu de combat. Il s'est avéré par la suite que Sucker Punch, la société qui développe la licence inFamous pour Sony, développait un second épisode. Les développeurs de Capcom avait très peu de visibilité sur cette suite. Sucker Punch leur montra le jeu dans son développement et Capcom, par souci de cohérence, a décidé de retravailler le personnage en lui incorporant les armes acquises dans le second opus.

## Système de jeu

### Généralités
Le système de jeu général adopté est le Tag team, nom directement emprunté au Catch professionnel où il est possible d'y voir des équipes de plusieurs catcheurs (deux ou plus) se relayer lors d'un match. Le joueur contrôle donc, non pas un seul personnage, mais ici deux protagonistes qui peuvent se relayer pendant une partie. Si l'un des deux personnages est battu alors le round est fini. Ce système est inspiré directement de Tekken Tag Tournament qui est un jeu apprécié par Yoshinori Ono. Il est enrichi, contrairement à ce dernier, d'un multijoueur pouvant évoluer de deux à quatre joueurs pendant une partie, chacun contrôlant un personnage toujours en relais. Cela dit, dans un laps de temps limité, les quatre personnages peuvent se retrouver en même temps sur la surface de jeu pour la première fois dans un jeu vidéo de combat classique (nommé Scramble Mode).

## Détails sur les personnages

### Versions Playstation 3 et Xbox 360
| Street Fighter | Première apparition1          | Voix /                                 |
| -------------- | ----------------------------- | -------------------------------------- |
| Abel           | Street Fighter IV             | Kenji Takahashi / E. Jason Liebrecht   |
| Akuma          | Super Street Fighter II Turbo | Taketora / Dave Mallow                 |
| Balrog         | Street Fighter II             | Satoshi Tsuruoka / Bob Carter          |
| Cammy          | Super Street Fighter II       | Miyuki Sawashiro / Caitlin Glass       |
| Chun-Li        | Street Fighter II             | Fumiko Orikasa / Laura Bailey          |
| Dhalsim        | Street Fighter II             | Daisuke Egawa / Christopher Bevins     |
| Guile          | Street Fighter II             | Hiroki Yasumoto / Travis Willingham    |
| Hugo 2         | Street Fighter III: 2d Impact | Wataru Takagi / Patrick Seitz          |
| Ibuki          | Street Fighter III            | Ayumi Fujimura / Kat Steel             |
| Juri           | Super Street Fighter IV       | Eri Kitamura / Jessica Straus          |
| M. Bison       | Street Fighter II             | Norio Wakamoto / Gerald Rivers         |
| Poison 2       | Final Fight                   | Atsuko Tanaka / Karen Strassman        |
| Ken            | Street Fighter                | Yuji Kishi / Reuben Langdon            |
| Rolento 2      | Street Fighter Alpha 2        | Jin Yamanoi / Dameon Clarke            |
| Rufus          | Street Fighter IV             | Wataru Hatano / Chris Kent             |
| Ryu            | Street Fighter                | Hiroki Takahashi / Kyle Hebert         |
| Sagat          | Street Fighter                | Daisuke Endou / Isaac C. Singleton Jr. |
| Vega           | Street Fighter II             | Junichi Suwabe / Doug Erholtz          |
| Zangief        | Street Fighter II             | Kenta Miyake / Anthony Landor          |

| Tekken     | Première apparition1        | Voix /                             |
| ---------- | --------------------------- | ---------------------------------- |
| Asuka      | Tekken 5                    | Seiko Ueda / G.K. Bowes            |
| Bob        | Tekken 6                    | Tsutomu Isobe / Patrick Seitz      |
| Heihachi   | Tekken                      | Unsho Ishizuka / Taylor Henry      |
| Hwoarang   | Tekken 3                    | Tomoaki Maeno / Chris Rickabaugh   |
| Jin        | Tekken 3                    | Isshin Shiba / Brad Swaile         |
| Julia      | Tekken 3                    | Seiko Yoshida / Annie Wood         |
| Kazuya     | Tekken                      | Masanori Shinohara / Seungri       |
| King II    | Tekken 3                    |                                    |
| Kuma       | Tekken 3                    |                                    |
| Law        | Tekken                      | Keisuke Fujii / David Vincent      |
| Lili       | Tekken 5: Dark Resurrection | Asami Seto / Joy Jacobson          |
| Marduk     | Tekken 4                    | Yasuhiro Mamiya / T.J. Storm       |
| Nina       | Tekken                      | Yu Kobayashi / Abbie Normal        |
| Ogre       | Tekken 3                    |                                    |
| Paul       | Tekken                      | Kanehira Yamamoto / Mike McFarland |
| Raven      | Tekken 5                    | Kenichirō Matsuda / D.C. Douglas   |
| Steve      | Tekken 4                    | Yoshimasa Hosoya / Gideon Emery    |
| Xiaoyu     | Tekken 3                    | Yumi Touma / Carrie Savage         |
| Yoshimitsu | Tekken                      | Tomokazu Seki                      |

Un personnage bonus est disponible sur console PlayStation 3 et PS Vita : Cole MacGrath de la série inFamous. Toro (personnage) (en) et Kuro, des personnages symboliques de la marque Sony Computer Entertainment sont également présents sur ces mêmes consoles, mais aussi Pacman et Megaman, personnages emblématiques respectivement de la marque Namco et Capcom.

### Personnages additionnels
Le portage PlayStation Vita comprendra 12 personnages de plus que les versions console de salon. Ces personnages additionnels sont prévus en contenus téléchargeables (DLC) pour ces dernières.
| Street Fighter | Première apparition 1  | Voix /                              |
| -------------- | ---------------------- | ----------------------------------- |
| Blanka         | Street Fighter II      | Yuji Ueda / Taliesin Jaffe          |
| Cody 2         | Street Fighter Alpha 3 | Daisuke Kishio / Michael T. Coleman |
| Dudley         | Street Fighter III     | Naomi Kusumi / Stuart McLean        |
| Elena          | Street Fighter III     | Saki Fujita / Karen Dyer            |
| Guy 2          | Street Fighter Alpha   | Tsuguo Mogami / Jason Miller        |
| Sakura         | Street Fighter Alpha 2 | Misato Fukuen / Brittney Lee Harvey |

| Tekken           | Première apparition1 | Voix /                            |
| ---------------- | -------------------- | --------------------------------- |
| Alisa            | Tekken 6             | Yuki Matsuoka / Michele Knotz     |
| Bryan            | Tekken 3             | Tomokazu Seki / Keith Silverstein |
| Christie         | Tekken 4             | Marina Inoue / Lisle Wilkerson    |
| Jack (ou Jack-X) | Tekken               | Kenichiro Matsuda / Jordan Byrne  |
| Lars             | Tekken 6             | Junichi Suwabe / Jack Calabrisi   |
| Lei              | Tekken 2             | Hiroya Ishimaru / David Jeremiah  |

Légende :

1 Première apparition dans un jeu Street Fighter ou Tekken.

2 Personnages issus de Final Fight.

### Polémique
La sortie du jeu Street Fighter X Tekken a été sujet à différentes polémiques concernant la politique commerciale de l'entreprise éditrice et créatrice de jeu vidéo Capcom, déjà pointée du doigt pour avoir volontairement vendu du contenu téléchargeable déjà présent sur le disque sur un autre titre, Resident Evil 5. Ils sont accusés ici de bloquer des personnages afin de les revendre ultérieurement. 
Le site français Jeuxvideo.com, bien qu'ayant donné une bonne critique du jeu, a toutefois souligné la présence des "DLC abusifs".
Certains joueurs, ayant piraté la version Xbox 360 du jeu, ont pu utiliser les personnages en question sur le mode en ligne, et révélant aussi le roster complet sur l'écran de sélection. Puyo de Gamekult a souligné ce point important dès son test : « Prévoir en amont des persos quasi-finalisés, avec un code d'activation payant, c'est encore une fois repousser la limite de tolérance. Entre ça, les gemmes des éditions collector et les costumes à venir, l'addition risque d'être plus ronde que prévu. »

- Ogre est une re-colorisation de Seth auquel une armure a été rajoutée.
- Pendant sa cinématique d'intro et de victoire, Kazuya utilise les mêmes animations que Sagat dans Super Street Fighter IV.
- Bien que Julia pouvait déjà effectuer des coups similaires dans Tekken, elle possède ici le lunge punch et le shoulder dash de Yun, ainsi que le Senkyuutai de Yang.
- Lars possède le Jaguar Kick d'Adon.

Or, le jeu est présenté et vendu comme un nouveau jeu à part entière, et non pas un add-on ou un patch de Street Fighter IV.
De plus, le piratage de la version Xbox 360 du jeu a révélé que Megaman et Pac-Man, personnages exclusifs à la version Playstation 3, étaient présents dans le disque du jeu et pouvaient être rendus complètement jouables en y modifiant le code de programmation. Capcom a répondu à ceci que n'importe quel jeu possède des données non utilisées présentes dans leur version finale commercialisée, et que ces deux personnages, bien que présents, complètement programmés et juste verrouillés à l'intérieur du disque, resteraient exclusifs à la version PlayStation 3, et qu'il n'était pas prévu de les rendre jouables ultérieurement sur Xbox 360.
Capcom, qui a réfuté dans un premier temps le blocage volontaire d'une partie du contenu, a, peu après, poussé par les organisations de consommateurs américains, et notamment le Better Business Bureau, répondu : « Bien que la méthode de distribution des DLC ne plaise pas à certains fans, nous estimons qu'elle est susceptible de procurer une expérience de jeu plus flexible et plus adaptée tout au long du cycle de vie du jeu. Il n'y a aucune différence entre inclure des DLC verrouillés sur le disque de jeu et les proposer en téléchargement à une date ultérieure. »

## Promotion et éditions
Mad Catz, le fabricant de stick arcade, a signé un accord avec Capcom pour produire des accessoires Street Fighter X Tekken dont le contrôleur Street Fighter X Tekken Fighstick Pro qui est le premier produit provenant de cet accord. Il est commercialisé dans une limitation à 1000 exemplaires (sur PS3 et Xbox 360) en septembre 2011 au prix de 160 dollars.
De courtes bandes-annonces sous forme d'anime sont produites et libérées dans un but promotionnel durant le développement du jeu :
- Épisode 01 : Kazuya présente à Jin la personne qu'il recherche : Ryu[13].
- Épisode 02 : On aperçoit Marduk et King mettre KO Mike Haggar sur un ring quand soudain Poison fait son apparition et lâche un catcheur hors norme du nom d'Hugo[14].
- Épisode 03 : Rufus croise dans les toilettes d'un resto un certain Bob. Rufus, complètement horripilé par Ken Masters, crut reconnaitre cet individu en Bob du fait de ses habits rouges et de ses cheveux blonds. Suit une altercation entre ces deux gros dans le restaurant de Marshall Law devant les yeux de Zangief et Julia qui décident du coup à se joindre à l'ambiance[15].

En plus d'une édition classique habituelle, l'éditeur met sur le marché une édition spéciale comprenant : un comic book conçu par UDON ; quatre packs de neuf gemmes et une réplique d'une borne d'arcade miniature aux couleurs du jeu.

## Accueil

### Critiques
Les critiques du jeu ont été globalement positives. Jeuxvideo.com le décrit comme "certainement à ce jour l'un des meilleurs cross-over de Capcom".
Cependant, le jeu a été mal accueilli chez les joueurs. Le jeu est sorti trop rapidement en même temps que d'autres jeux de combat, et présentait de nombreux défauts : ressemblance avec Street Fighter IV maquillée d'effets visuels trop brillants dues aux gemmes, la physique de ces dernières qui gâchaient l'affrontement, l'inutilité du mode pandora, le mauvais équilibrage des personnages, et les combats qui finissent majoritairement au Time Over sans que les joueurs jouent volontairement au temps, et notamment la présence abusive de contenu additionnel payant.
De plus, beaucoup de joueurs ont découvert bugs et ralentissements sur la version PlayStation 3 du jeu, alors que, celle-ci étant la version possédant le plus d'exclusivités, se trouve être la version utilisée en compétition. Les sons du jeu disparaissaient lors du mode en ligne.
En réponse au mécontentement des joueurs, Capcom a développé une mise à jour téléchargeable gratuite du jeu intitulée "Version 2013", sortie le 29 janvier 2013 .
Cette mise à jour rééquilibre les personnages, réduit les effets visuels gênants telle que la brillance des gemmes ou la secousse de la barre de vie lorsqu'un personnage était touché, les moments de ralentissements du jeu et correction de divers bug. Cette mise à jour été globalement bien reçue par les joueurs.

### Ventes
En un mois, le jeu s'est vendu à 1 400 000 d'exemplaires à travers le monde entier, bien que Capcom espérait atteindre les 2 millions.
La version PlayStation Vita, quant à elle, ne s'est écoulée qu'à 5 420 copies la semaine de sa sortie au Japon.

## Vidéos
- [vidéo] La première bande annonce de SF X Tekken
- [vidéo] Première présentation par Yoshinori Ono en personne d'un combat entre Ryu et Kazuya Mishima.